# Gaochang
Gaochang utgör det enda stadsdistriktet i Turpans stad på prefekturnivå  i Xinjiang-regionen i nordvästra Kina. Det ligger omkring 190 kilometer sydost om regionhuvudstaden Ürümqi. 
Stadsdistriktet Gaochang var före 2015 känt som Turpans stad på häradsnivå. Namnändringen var en följd av uppgraderingen av prefekturen Turpan till stad på prefekturnivå.Det har namn efter en forntida stad, som blomstrade under Yuan- och Ming-dynastierna.
Gaochang omfattar Turpans tätort, som är prefekturens administrativa chentrum men också stora delar av den ökenartade Turpandepressionen söder om denna. Depressionens lägsta punkt, saltsjön Aydingkol, 154 meter under havets nivå, ligger inom stadsdistriktet.

## Sevärdheter
- Bäzäklik-grottorna
- Tuyugou-dalen, även känd som Tuyuk-dalen